# دنیس توماس فلین
دنیس توماس فلین سیاست‌مدار، وکیل و مدیر ارشد اجرایی اهل ایالات متحده آمریکا بود، که در سال ۱۹۰۶ شرکت اونئوک را تأسیس کرد.